# From the Makers of
From the Makers of è un triplo album di raccolta del gruppo musicale rock britannico Status Quo, pubblicato l'8 novembre 1982.

## Il disco
Nell'ambito delle celebrazioni legate al primo ventennale della band, viene pubblicata questa maxi antologia contenente 36 tracce scelte tra i brani di maggior successo incisi a partire dagli anni sessanta.
In realtà, solo i primi due dischi hanno la foggia di una classica raccolta di successi, mentre le tracce del terzo vinile provengono invece da uno storico concerto tenuto dalla band al National Exhibition Centre di Birmingham pochi mesi prima, nel maggio del 1982, alla presenza dei reali inglesi Carlo e Lady Diana.
Sebbene si tratti di una mega-raccolta nelle intenzioni riservata solo ai collezionisti - e, per di più, con un prezzo di vendita stellare -, il prodotto ottiene un clamoroso riscontro di consensi anche al di fuori dei seguaci della band salendo al n. 4 UK e divenendo il 14º album consecutivo a raggiungere la Top 5 delle classifiche inglesi.
Del prodotto non risultano ristampe CD.
L'ultimo dei tre dischi verrà tuttavia ripubblicato a parte come singolo album in vinile nel 1984 col titolo di Live at the N.E.C. e ristampato in versione CD remasterizzato nel 2006.
Singoli: Caroline (Live at the NEC) (n. 13 UK).

## Tracce
Lato A
1. Pictures of Matchstick Men - 3:09 - (Rossi)
2. Ice in the Sun - 2:12 - (Wilde/Scott)
3. Down the Dustpipe - 2:04 - (Grossman)
4. In My Chair - 3:18 - (Rossi/Young)
5. Junior's Wailing - 3:32 - (White/Pugh)
6. Mean Girl - 3:54 - (Rossi/Young)
7. Gerdundula - 3:21 - (Manston/James)
8. Paper Plane - 2:56 - (Rossi/Young)

Lato B
1. Big Fat Mama - 5:53 - (Rossi/Parfitt)
2. Roadhouse Blues - 7:58 - (The Doors)
3. Break the Rules - 3:57 - (Rossi/Young/Parfitt/Lancaster/Coghlan)
4. Down Down - 3:53 - (Rossi/Young)
5. Bye Bye Johnny - 4:42 - (Chuck Berry)

Lato C
1. Rain - 4:35 - (Parfitt)
2. Mystery Song - 4:00 - (Parfitt/Young)
3. Blue for You - 4:06 - (Lancaster)
4. Is There a Better Way - 3:30 - (Lancaster/Rossi)
5. Again and Again - 3:38 - (Parfitt/Brown/Lynton)
6. Accident Prone - 4:06 - (Williams/Hutchins)

Lato D
1. Wild Side of Life - 3:16 - (Warren/Carter)
2. Living on an Island - 3:54 - (Parfitt/Young)
3. What You're Proposing - 4:15 - (Rossi/Frost)
4. Lies - 4:00 - (Rossi/Frost)
5. Rock'n'Roll - 4:04 - (Rossi/Frost)
6. Something 'Bout You Baby I Like - 2:57 - (Supa)
7. Dear John - 3:10 - (Gustafson Macauley)

Lato E – Live at the N.E.C.
1. Caroline - 5:30 - (Rossi/Young)
2. Roll Over Lay Down - 5:59 - (Rossi/Young/Parfitt/Lancaster/Coghlan)
3. Backwater - 4:35 - (Parfitt/Lancaster)
4. Little Lady - 3:20 - (Parfitt)
5. Don't Drive My Car - 4:21 - (Parfitt/Bown)

Lato F – Live at the N.E.C.
1. Whatever You Want - 4:31 - (Parfitt/Bown)
2. Hold You Back - 4:40 - (Rossi/Young/Parfitt)
3. Rockin' All Over the World - 4:03 - (Fogerty)
4. Over the Edge - 4:16 - (Lancaster/Lamb)
5. Don't Waste My Time - 4:17 - (Rossi/Young)

## Formazione
- Francis Rossi (chitarra solista, voce)
- Rick Parfitt (chitarra ritmica, voce)
- Alan Lancaster (basso, voce)
- John Coghlan (percussioni)
- Pete Kircher (percussioni)
- Andy Bown (tastiere)
- Roy Lynes (organo) (tastiere)

## Altri musicisti
- Andy Bown (tastiere)
- Bob Young (armonica a bocca)
- Bernie Frost (cori)

## British album chart
| Posizione | 10 | 5 | 4 | 6 | 9 | 13 | 10 | 10 | 10 | 29 | 18 | 11 | 21 | 31 | 42 | 52 | 80 | 87 | uscito |